# Tolvaly Ferenc
Tolvaly Ferenc (Marosvásárhely, 1957. április 12. –) író, filmrendező, üzletember, médiaszemélyiség.

## Életpályája
Középiskolai tanulmányait Marosvásárhelyen a Bolyai Farkas Gimnáziumban kezdte. Tehetsége korán megnyilatkozott, első verse kilencéves korában jelent meg a Kolozsvári Napsugárban.
1974-ben tizenhét éves korában szüleivel Németországba disszidált, ahol a Kastl-i Magyar Gimnáziumban fejezte be a középiskolát. Az Új Látóhatárban 1975-től jelentek meg versei.
1977-től Nürnbergben és Erlangenben folytatott egyetemi tanulmányokat, közgazdaságtant, filozófiát és teológiát hallgatott.
1978-ban Németországban fejezte be első könyvét, amely Benső Végtelen címmel jelent meg Münchenben.
1981-ben nyert felvételt a Müncheni Filmfőiskola, játékfilmrendezői és médiamenedzseri szakára. A Schwäche der Stärkeren (Az erősebb gyengesége) című filmjével 1984-ben Németország képviseletében jelent meg nemzetközi filmfesztiválokon. Ebben az időszakban Münchenben részt vett a Szabadságharcos Szövetség munkájában, mely 1985-ben főtitkárává választotta.
Miután lediplomázott Londonba utazott, ahol a Royal College of Art vendéghallgatójaként tanult. Miután visszatért Németországba a Müncheni Filmfőiskolán kezdett tanítani, közben produceri tevékenységet is folytatott a játék- és reklámfilmiparban.
1989 szeptemberében fejeztei be a rendszerváltozásról készült dokumentumfilmjének első részét, amelyet Otthonról hazafelé címmel mutattak be.
1990 és 1992 között üzleti tevékenysége erőteljesebbé vált, cége Budapesten is reklámügynökséget nyitott, amibe a DMB&B nemzetközi reklámügynökség is betársult.
1992-ben megalapította Budapesten az MTM Kommunikáció nevű filmforgalmazó és gyártó céget. Elkötelezett támogatója lett a nemzeti filmgyártásnak és kulturális rendezvényeknek, így a Művészetek Völgyének.
Ő keltette életre 1993-ban a Vásárolj magyarul! mozgalomnak, és támogatta Magyarország Európai Uniós csatlakozását. Tanulmánykötetet írt Ablak Európára címmel, melynek javított változata 1996-ban jelent meg és a magyar audiovizuális iparról szólt. Elképzeléseit és könyvét és elképzeléseit Strasbourgban az Európa Parlamentben is bemutatta.
Cége, az MTM-SBS Rt. 1997-ben elnyerte az országos műsorszolgáltatói jogosultságot. A TV2 vezérigazgatójaként népszerűsítőjévé vált Magyarország euro-atlanti csatlakozásának és az értékközpontú társadalom gondolata népszerűsítésének. Tevékenységéért és a NATO csatlakozás kommunikációs támogatásáért, 1998-ban megkapta a Magyar Honvédség Honvédelemért Érdemrend Tiszti Keresztjét. Még ebben az évben az Amerikai Televíziósok Szövetsége Nemzetközi Osztálya Igazgatótanácsának (NATAS) tagjává választották.
Üzleti és közéleti tevékenysége mellett folyamatosan alkotott, 1999-ben mutatták be a Frankfurti Könyvvásáron a Magányos Évszázad című kötetét, mely az azonos című trilógia első kötete.
2000-ben, a magyarság felemelkedése és az európai gondolatiság, valamint a szellem csiszolása érdekében létrehozta az Ortega y Gasset Társaságot. A társaság támogatói: írók, film- és képzőművészek, zeneszerzők, történészek, és a kulturális közélet aktív szereplői.
2002-ben a tv2 üzletrészeit eladta, és létrehozta az Első Európai Befektetési és Fejlesztési Zrt-t. Ugyanebben az évben megjelent a Magányos Évszázad trilógiájának második része, A Szélhárfa lakói címmel, melyet novemberben mutattak be Münchenben. Az ezt követő években életében az üzleti tevékenységek kerültek előtérbe. A trilógia befejező része a Vérvörös sirály, 2004-ben jelent meg.
2005-ben megjárta a Szent Jakab zarándokutat. Útjáról filmet forgatott és regényt írt, El Camino – Az út címmel.
2006-ban a keleti vallások szent hegyéhez a Kailászához utazott. Tibetben a lélek címmel készített erről az útról filmet ill. írt regényt.
2007 februárjában a Magyar Pen Club alelnökévé választották.
2007-ben zarándok- és lélekútjának harmadik állomásáról, az iszlám szent helyeiről készített filmet és jelentetett meg regényt, Boszporusz felett a híd címmel.
2009-ben bemutatták 40 nap lélekúton című, a belső zarándokútról szóló művét.
2011-ben megválasztották a Magyar Pen Club főtitkárává.
2012-ben indiai útra indult. Tanulmányozta a hinduizmus ősi-élő vallását.
2013-ban indiai útinaplójából elkészült a Benáresz a kapu c. regénye.
2014-ben visszafelé járta a szefárdok útját, Budapestről indult és Granadába érkezett, erről szól
2015-ben megjelent lélekkalandregényeinek zárókötete, Lélekhez a kulcs címmel.
2016-ban befejezte családregényét, amit A Zsolnay-kód címmel mutattak be Pécsett. Az index.hu 2018 februárjában arról írt, hogy a könyv nagy része plágium, egy kevéssé ismert angol író, Bruce Chatwin Utz című könyvének nagyjából 70%-át plagizálta. A könyv másik része, közel 300 oldal, Mattyasovszky Teréz naplójának stilizált utánközlése. Tolvaly Ferenc közleményben tagadta a plágium vádját, míg a szerző, illetve örökösei jogait képviselő irodalmi ügynökség pert fontolgat.
2017-ben megjelent a második családregénye Égi zene címmel, amelyik az orgonakészítő Angster családnak állít emléket.

### Zarándokútjai
Szent Jakab zarándokút – El Camino – Az út című regény születésének színtere
Kailásza – Tibetben a lélek
Mekka – Boszporusz felett a híd
Lélekútjaimon megtanulom: 
aki kifelé néz, álmodik, aki befelé pillant, felébred. 
Átélek pillanatokat, amikor legyőzöm az Időt, mert hiszem, s tapasztalom, hogy az Örökkévalóság most van!

## Művei

### Könyvek
- Benső végtelen, Aurora Kiadó, München (1978) (versek)[3]
- A balerina halála (1979), verseskötet
- Hamiskártyás, Framo Publishing Chicago (Szivárvány) (1985)
- Magányos évszázad, Officina Kiadó, Budapest (1999), ISBN 9789639026346
- A szélhárfa lakói, Kortárs Kiadó/Officina '96 Kiadó, Budapest (2002), ISBN 9789639464131
- Vérvörös sirály, Officina '96 Kiadó, Budapest (2004), ISBN 9639464538
- El Camino – Az Út, Kortárs Könyvkiadó (Budapest) (2005), ISBN 9789639593244
- Tibetben a Lélek, Kelet Kiadó, Budapest (2006), DVD melléklettel, ISBN 9638720824
- Boszporusz felett a híd, Kortárs Könyvkiadó, Budapest (2007), ISBN 9789639593589
- Magányos évszázad trilógia, Officina Kiadó, Budapest, ISBN 9789639464650 (Magányos évszázad, A szélhárfa lakói, Vérvörös sirály)
- 40 nap lélekúton, Alexandra Kiadó, Budapest (2010), ISBN 9789632971926
- Benáresz a kapu, Kortárs Kiadó, Budapest (2013), ISBN 9789639985506
- Lélekhez a kulcs, Kortárs Kiadó, Budapest (2015), ISBN 9789639985506
- A Zsolnay-kód, Alexandra Kiadó, Pécs (2016), ISBN 9789633579343
- Égi zene. Az Angster-orgonák titka, Európa Könyvkiadó, Budapest (2017), ISBN 9789634058137
- A kivándorló I. és II., 21. Század Kiadó, Budapest (2019), ISBN 9786155955761
- El Camino – húsz év múlva. Szent Ignác útja; Kortárs, Budapest, 2021

### Hangoskönyvek
- El Camino – Az út, Kortárs Könyvkiadó Budapest (2005,  helytelen ISBN kód: 9639593325
- Tibetben a lélek, Kelet Könyvkiadó, Budapest (2006), ISBN 9789638720825 (könyv és DVD)
- Boszporusz felett a híd, Kortárs Könyvkiadó, Budapest (2007), ISBN 9789639593626[4]

### Filmek
- Otthonról hazafelé, 1989. szeptember, dokumentumfilm
- El Camino – Az út, Kortárs Kiadó, 2005
- Tibetben a lélek, Kelet Kiadó, 2006
- Boszporusz felett a híd, Kortárs Kiadó, 2007

## Kitüntetések
- 1998, a Magyar Honvédség Honvédelemért Érdemrend Tiszti Keresztje, a NATO csatlakozás kommunikációs támogatásáért
- 2001, Kapolcs díszpolgára
- 2001, Kunszentmiklós díszpolgára